# Wiktor Nikolajewitsch Lebedew

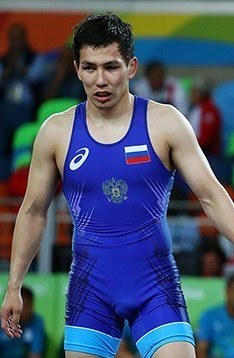
Wiktor Nikolajewitsch Lebedew

Wiktor Nikolajewitsch Lebedew (russisch Виктор Николаевич Лебедев; * 10. März 1988 oder 15. März 1989) ist ein russischer Ringer. Er wurde 2010 und 2011 Weltmeister im freien Stil im Bantamgewicht.

## Werdegang
Wiktor Lebedew, der jakutischer Abstammung ist, begann im Jahre 2002 als Jugendlicher mit dem Ringen. Mittlerweile ist er Angehöriger der russischen Armee und gehört dem Armee-Sportklub SKA Krasnojarsk an. Er wird bzw. wurde dort von Dmitri Mindiaschwili und Wladimir Modosjan trainiert. Der 1,65 Meter große Athlet ist Student und startete ausschließlich im freien Stil.
Als Junior startete er im Jahre 2006 bei der Junioren-Weltmeisterschaft in Guatemala-Stadt in der Gewichtsklasse bis 50 kg Körpergewicht und gewann dort den Weltmeistertitel vor Ahmet Peker aus der Türkei, Patrick McCaffrey aus den Vereinigten Staaten und Abbas Dabbighi Somak aus dem Iran.
Nach diesem großen Erfolg dauerte es bis zum Jahre 2009, bis er sich in Russland gegen harte Konkurrenz durchsetzen konnte und bei internationalen Meisterschaften im Seniorenbereich eingesetzt wurde. 2009 wurde er auch erstmals russischer Meister im Bantamgewicht vor Osip Michailow, Rasul Masezew und Nariman Israpilow. Bei der Weltmeisterschaft 2009 in Herning/Dänemark siegte er im Bantamgewicht über Hector Camacho aus Venezuela, den Weltmeister von 2006 Radoslaw Welikow aus Bulgarien und Mihran Jaburjan aus Armenien. Im Halbfinale unterlag er gegen Sezer Akgül aus der Türkei, besiegte aber im Kampf um eine WM-Bronzemedaille Namig Sewdimow aus Aserbaidschan.
Im Jahre 2010 siegte Wiktor Lebedew bei der russischen Meisterschaft im Bantamgewicht erneut und verwies Ramazan Sajputdinow, Peter Siwtschew und Dschamal Otarsultanow auf die Plätze. Anschließend startete er in Baku erstmals bei einer Europameisterschaft der Senioren und besiegte dort Wladislaw Andrejew aus Belarus und Wladimir Chinchegaschwili aus Georgien. Gegen Radoslaw Welikow musste er dieses Mal eine Niederlage hinnehmen, er besiegte aber danach Juri Ledenew aus der Ukraine und gewann damit eine EM-Bronzemedaille. Zu einem ersten Höhepunkt in der noch jungen Laufbahn von Wiktor Lebedew wurden die Weltmeisterschaften 2010 in Moskau, denn er holte sich dort mit Siegen über Nasibulla Kurbanow aus Usbekistan, Radoslaw Welikow, Kim Hyo-sub, Südkorea, Frank Chamizo Marquez aus Kuba und Toğrul Əsgərov aus Aserbaidschan den Weltmeistertitel im Bantamgewicht.
Im März 2011 vertrat er Russland beim Mannschafts-Weltcup in Machatschkala. Er kam dabei im Bantamgewicht in drei Kämpfen zum Einsatz und besiegte dabei Altinbek Alimbajew aus Kirgisistan, Nasibulla Kurbanow und Hassan Rahimi aus dem Iran. Nachdem er 2011 auch wieder russischer Meister im Bantamgewicht vor Dschamal Otarsultanow, Alexander Bogomejew und Nariman Israpilow geworden war, vertrat er Russland 2011 in dieser Gewichtsklasse auch wieder bei der Weltmeisterschaft in Istanbul. Dabei holte er sich mit Siegen über Mihran Jaburjan, Armenien, Alan Olvera Lopez, Mexiko, Frank Chamizo Marquez, Kuba, Daulet Nijasbekow, Kasachstan und Radoslaw Welikow wieder den Titel.
Bei der russischen Meisterschaft im Olympiajahr 2012 verlor er im Bantamgewicht das Finale gegen Dschamal Otarsultanow, der auch bei den Olympischen Spielen dieses Jahres in London die russischen Farben vertrat. Auch 2013 startete Wiktor Lebedew bei keinen internationalen Meisterschaften.
2014 wurde er aber vor Omak Schurschun wieder russischer Meister im Bantamgewicht. Im September 2014 wurde er daraufhin bei der Weltmeisterschaft in Taschkent im Bantamgewicht eingesetzt. Er besiegte dort zunächst Ghenadie Tulbea aus Moldawien und Pedro Jesus Mejias Rodriguez aus Venezuela, verlor aber dann gegen Hassan Rahimi und schied aus, weil Rahimi nicht den Endkampf erreichte. Er belegte deswegen nur den 9. Platz.
2015 gewann Wiktor Lebedew erneut den russischen Meistertitel im Bantamgewicht. Im Juni 2015 siegte er dann in Baku auch bei den 1. Europäischen Spielen in Baku im Bantamgewicht. Im Finale besiegte er dabei Marcel Ewald aus Deutschland. Mit diesem Erfolg war auch der Europameistertitel verbunden.

## Internationale Erfolge
| Jahr | Platz | Wettbewerb                               | Gewichtskl. | Ergebnis |
| 2006 | 1.    | Junioren-WM in Guatemala-Stadt           | Bantam      | vor Ahmet Peker, Türkei, Patrick McCaffrey, USA u. Abbas Dabbaghi Sonrak, Iran |
| 2009 | 2.    | „Iwan-Yarigin“-Memorial in Krasnojarsk   | Bantam      | hinter Nariman Israpilow, vor Dschamal Otarsultanow u. Machmud Magomedow, alle Russland |
| 2009 | 1.    | Ziolkowski International in Warschau     | Bantam      | vor Abbas Dabbaghi Sonrak, Mykola Aiwazan, Ukraine u. Konori Matarkin, Russland |
| 2009 | 3.    | WM in Herning/Dänemark                   | Bantam      | mit Siegen über Hector Camacho, Venezuela, Radoslaw Welikow, Bulgarien u. Mihran Jaburjan, Armenien, einer Niederlage gegen Sezer Akgül, Türkei u. einem Sieg über Namig Sewdimow, Aserbaidschan |
| 2010 | 3.    | Golden-Grand-Prix in Krasnojarsk         | Bantam      | hinter Yang Kyong-il, Nordkorea u. Nariman Israpilow, vor Hidenori Taoka, Japan u. Tamar Davaahuyag, Mongolei                                                                                    |
| 2010 | 3.    | EM in Baku                               | Bantam      | mit Siegen über Wladislaw Andrejew, Belarus u. Wladimer Chintschegaschwili, Georgien, einer Niederlage gegen Radoslaw Welikow u. einem Sieg über Juri Ledenow, Ukraine                           |
| 2010 | 1.    | WM in Moskau                             | Bantam      | mit Siegen über Nasibulla Kurbanow, Usbekistan, Radoslaw Welikow, Kim Hyo-sub, Südkorea, Frank Chamizo Marquez, Kuba u. Toğrul Əsgərov, Aserbaidschan                                            |
| 2011 | 1.    | WM in Istanbul                           | Bantam      | nach Siegen über Mihran Jaburjan, Armenien, Alan Olvera Lopez, Mexiko, Frank Chamizo Marquez, Daulet Nijasbekow, Kasachstan und Radoslaw Welikow                                                 |
| 2013 | 1.    | Intern. Turnier in Taras, Kasachstan     | Feder       | vor Ruslan Seksenbajew, Kasachstan und Muhammadsidik Dschurajew, Usbekistan |
| 2014 | 14.   | „Iwan-Yarigin“-Grand-Prix in Krasnojarsk | Bantam      | Sieger: Rustam Ampar vor Wladimir Flegontow, beide Russland |
| 2014 | 9.    | WM in Taschkent                          | Bantam      | nach Siegen über Ghenadie Tulbea, Moldawien und Pedro Jesus Mejias Rodriguez, Venezuela und einer Niederlage gegen Hassan Rahimi, Iran                                                           |
| 2015 | 1.    | „Iwan-Yarigin“-Grand-Prix in Krasnojarsk | Bantam      | vor Ismail Muskajew, Russland, Bechbayar Erdenebat, Mongolei und Njurgun Skrjabin, Russland |
| 2015 | 3.    | „Yasar-Dogu“-Memorial in Istanbul        | Feder       | hinter Dschamal Otarsultanow und Münir Recep Aktas, Türkei |
| 2015 | 1.    | EM in Baku                               | Bantam      | dabei Sieg im Finale über Marcel Ewald, Deutschland |

## Russische Meisterschaften
| Jahr | Platz | Gewichtskl. | Ergebnis                                                                |
| 2009 | 1.    | Bantam      | vor Osip Michailow, Rasul Masezew u. Nariman Israpilow                  |
| 2010 | 1.    | Bantam      | vor Ramazan Sajputdinow, Peter Siwtschew u. Dschamal Otarsultanow       |
| 2011 | 1.    | Bantam      | vor Dschamal Otarsultanow, Alexander Bogomojew und Nariman Israpilow    |
| 2012 | 2.    | Bantam      | hinter Dschamal Otarsultanow, vor Nariman Israpilow und Omak Schurschun |
| 2014 | 1.    | Bantam      | vor Omak Schurschun                                                     |
| 2015 | 1.    | Bantam      | vor Ismail Muskajew, Asamat Tuskajew und Nariman Israpilow              |

Erläuterungen
- alle Wettbewerbe im freien Stil
- WM = Weltmeisterschaft, EM = Europameisterschaft
- Bantamgewicht, Gewichtsklasse bis 55 kg Körpergewicht (bis 2013), seit 2014 gilt eine neue Gewichtsklasseneinteilung durch den Ringer-Weltverband FILA (nunmehr UWW = United World Wrestling). Seitdem liegt das Gewichtslimit des Bantamgewichts im freien Stil bei 57 kg Körpergewicht